# Ferocactus pottsii
Ferocactus pottsii – gatunek ferokaktusa pochodzący z Meksyku.

## Morfologia i biologia
Jest kulisty, matowozielony, rośnie pojedynczo. Osiąga do 30 cm średnicy. Ma 9–16 żeber z długimi areolami. Wyrasta z nich po 7–10 prostych cierni bocznych, długości 1–2 cm oraz 1–4 środkowych, długości 3–4 cm. Kaktus kwitnie w środku lata, jego kwiaty są dzienne, żółte, kuliste długości 4–6 cm.

## Uprawa
Sukulent wymaga słonecznego stanowiska i temperatury powyżej 7 °C.